# Великобучківська сільська рада
Великобучкі́вська сільська́ ра́да — адміністративно-територіальна одиниця та орган місцевого самоврядування в Сахновщинському районі Харківської області. Адміністративний центр — село Великі Бучки.

## Загальні відомості
Великобучківська сільська рада утворена в 1924 році.
- Територія ради: 33,74 км²
- Населення ради: 571 особа (станом на 2001 рік)
- Територією ради протікає річка Оріль.

## Населені пункти
Сільській раді підпорядковані населені пункти:
- с. Великі Бучки

## Склад ради
Рада складається з 16 депутатів та голови.
- Голова ради: Коцько Володимир Олексійович
- Секретар ради: Птичка Віра Іванівна

### Керівний склад попередніх скликань
| Прізвище, ім'я, по батькові  | Основні відомості                                                         | Дата обрання | Дата звільнення |
| ---------------------------- | ------------------------------------------------------------------------- | ------------ | --------------- |
| Коцько Володимир Олексійович | Сільський голова, 1969 року народження, освіта вища, член Партії регіонів | 26.03.2006   | 31.10.2010      |
| Коцько Володимир Олексійович | Сільський голова, 1969 року народження, освіта вища, член Партії регіонів | 31.10.2010   |                 |

Примітка: таблиця складена за даними сайту Верховної Ради України

### Депутати
За результатами місцевих виборів 2010 року депутатами ради стали:

#### За суб'єктами висування
| Суб'єкт висування                                       | Кількість обраних депутатів | %    |
| ------------------------------------------------------- | --------------------------- | ---- |
| Партія регіонів                                         | 6                           | 37,5 |
| Політична партія Всеукраїнське об'єднання «Батьківщина» | 4                           | 25   |
| Самовисування                                           | 3                           | 18,8 |
| Політична партія «Сильна Україна»                       | 2                           | 12,5 |
| Соціалістична партія України                            | 1                           | 6,3  |

#### За округами
| № округу                                                | Прізвище, ім'я, по батькові    | Дата визнання обраним | Освіта  | Партійна приналежність                  | Відомості про обраного депутата                       |
| ------------------------------------------------------- | ------------------------------ | --------------------- | ------- | --------------------------------------- | ----------------------------------------------------- |
| Партія регіонів                                         |                                |                       |         |                                         |                                                       |
| 1                                                       | Найденко Наталя Анатоліївна    | 01.11.2010            | вища    | член Партії регіонів                    | Великобучківська сільська рада, інженер-землемір      |
| 2                                                       | Птичка Віра Іванівна           | 01.11.2010            | середня | член Партії регіонів                    | Великобучківська сільська рада, секретар              |
| 3                                                       | Мороз Ауріка Іванівна          | 01.11.2010            | середня | член Партії регіонів                    | Великобучківська сільська рада, головний бухгалтер    |
| 8                                                       | Тараніченко Олександр Іванович | 01.11.2010            | середня | член Партії регіонів                    | тимчасово не працює                                   |
| 10                                                      | Дудник Олександр Васильович    | 01.11.2010            | середня | член Партії регіонів                    | тимчасово не працює                                   |
| 12                                                      | Бурда Любов Володимирівна      | 01.11.2010            | середня | член Партії регіонів                    | Великобучківський ФП, фельдшер                        |
| Політична партія Всеукраїнське об'єднання «Батьківщина» |                                |                       |         |                                         |                                                       |
| 6                                                       | Тесленко Людмила Миколаївна    | 01.11.2010            | вища    | позапартійна                            | Великобучківська загальноосвітня школа, вчитель       |
| 9                                                       | Сегеда Надія Іванівна          | 01.11.2010            | середня | позапартійна                            | Великобучківська загальноосвітня школа, вчитель       |
| 13                                                      | Омельченко Олена Олексіївна    | 01.11.2010            | середня | позапартійна                            | тимчасово не працює                                   |
| 14                                                      | Тригуб Ольга Миколаївна        | 01.11.2010            | середня | позапартійна                            | Великобучківська загальноосвітня школа, завгосп       |
| Політична партія «Сильна Україна»                       |                                |                       |         |                                         |                                                       |
| 11                                                      | Клімов Микола Олександрович    | 01.11.2010            | середня | член Політичної партії «Сильна Україна» | АФ «Санрайз», водій                                   |
| 15                                                      | Пустовойтенко Сергій Іванович  | 01.11.2010            | середня | позапартійний                           | Великобучківський оздоровчий табір, охоронець         |
| Соціалістична партія України                            |                                |                       |         |                                         |                                                       |
| 4                                                       | Ляшенко Катерина Іванівна      | 01.11.2010            | середня | позапартійна                            | пенсіонер                                             |
| Самовисування                                           |                                |                       |         |                                         |                                                       |
| 5                                                       | Половко Галина Василівна       | 01.11.2010            | середня | позапартійна                            | Великобучківська сільська ібліотека, бібліотекар      |
| 7                                                       | Селюга Юлія Андріївна          | 01.11.2010            | середня | позапартійна                            | Великобучківська сільський будинок культури, директор |
| 16                                                      | Охмат Іван Іванович            | 01.11.2010            | вища    | позапартійний                           | АФ «Санрайз», електрик                                |